# Hyacinthe Gariel

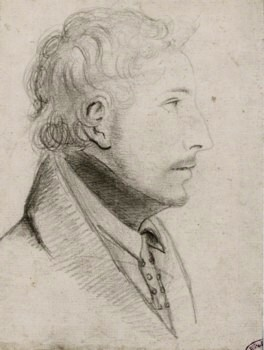
Retrato de Hyacinthe Gariel por Victor Sappey.

Hyacinthe Gariel fue un bibliotecario e historiador francés nacido en Grenoble el 26 de enero de 1812 y fallecido el 7 de agosto de 1890.

## Vida
Hijo de un juez en un tribunal civil en Grenoble, hace sus estudios de derecho, pero gracias al apoyo de Jacques-Joseph Champollion-Figeac finalmente entró a trabajar en la Biblioteca Nacional de Francia.
Regresó a Grenoble en 1841, convirtiéndose en bibliotecario adjunto municipal, y después sustituyó a Amédée Ducoin como conservador. Permaneció en ese puesto durante cerca de 35 años, entre 1848 y 1882, teniendo gran influencia tanto en la organización como en el servicio de conservación de fondos.
Junto a Alexandre Debelle, conservador del museo de la ciudad, construyó entre 1864 y 1872 un edificio común para las dos instituciones.
Durante el tiempo que fue conservador, el tamaño de la biblioteca se multiplicó por tres. Abierto a la literatura de su tiempo, consiguió los primeros manuscritos de Stendhal, obtenidos a partir de 1860 gracias a la viuda de Louis Crozet, amigo de la infancia y heredero de los manuscritos del escritor: un total de 67 legajos de manuscritos y archivos que se integraron en la biblioteca de Grenoble, facilitando el trabajo de los expertos en estudios stendhalianos.
Se retiró en 1882 y murió el 7 de agosto de 1890.

Bibliófilo, fue miembro fundador de la Société des bibliophiles dauphinois y participó en la Petite revue des bibliophiles dauphinois (1869-1874). Consiguió una vasta biblioteca personal (28.180 volúmenes entre ellos más de 2.000 manuscritos), que cedió en 1874 a la ciudad de Grenoble, a cambio de una anualidad de 3.850 francos.
De gran erudición, es el autor de obras históricas sobre el Delfinado y sobre manuscritos antiguos de la biblioteca municipal.